# اللواء 66 مشاه
مقراللواء 66 مشاه هو مقر قيادة بمدينة المزموم بالسودان تابعة الجيش السوداني

## أحداث
يقع مقر اللواء 66 مشاه بمدينة المزموم بولاية سنار و هو مقر الفرقة 17 مشاه. استولت عليه قوات الدعم عقب استيلائها على جبل موية و مدينة سنجة و الزحف الى ولاية سنار حيث اندلاع معركة سنار. و بذلك تكون قوات الدعم سيطرت على ولاية سنار، ومقر الفرقة 17 مشاة ومقرات الجيش ورئاسة الولاية.
اعربت قوات الدعم عن نصرهم عبر منصة اكس "بتحرير الفرقة 17 مشاه" و وقوع ولاية سنار كاملة تحت سيطرتهم و استيلائهم على الذخائر و الدبابات و العتاد العسكري.